# Patriarchat von Moskau und der ganzen Rus

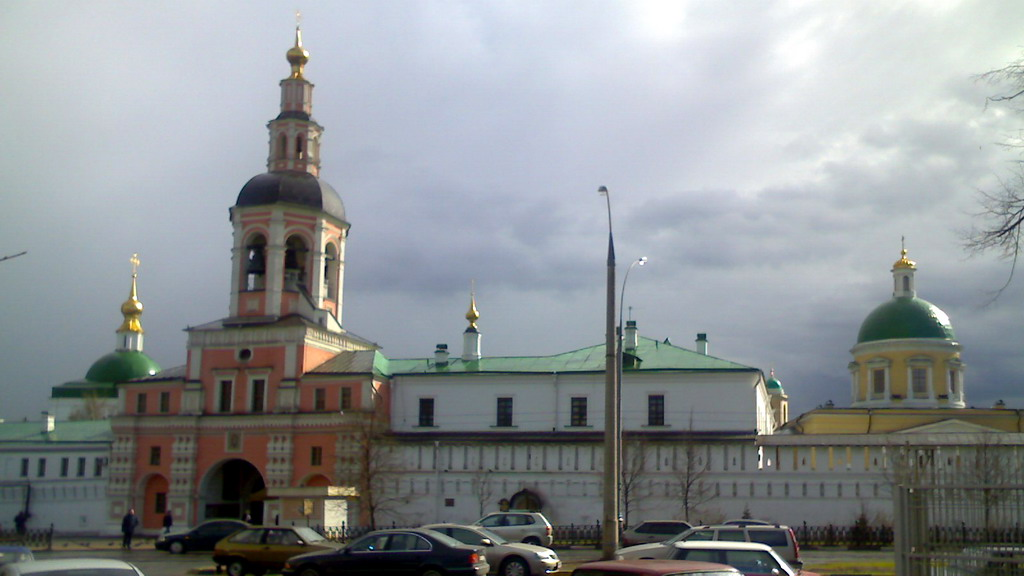
Danilowkloster, Moskau

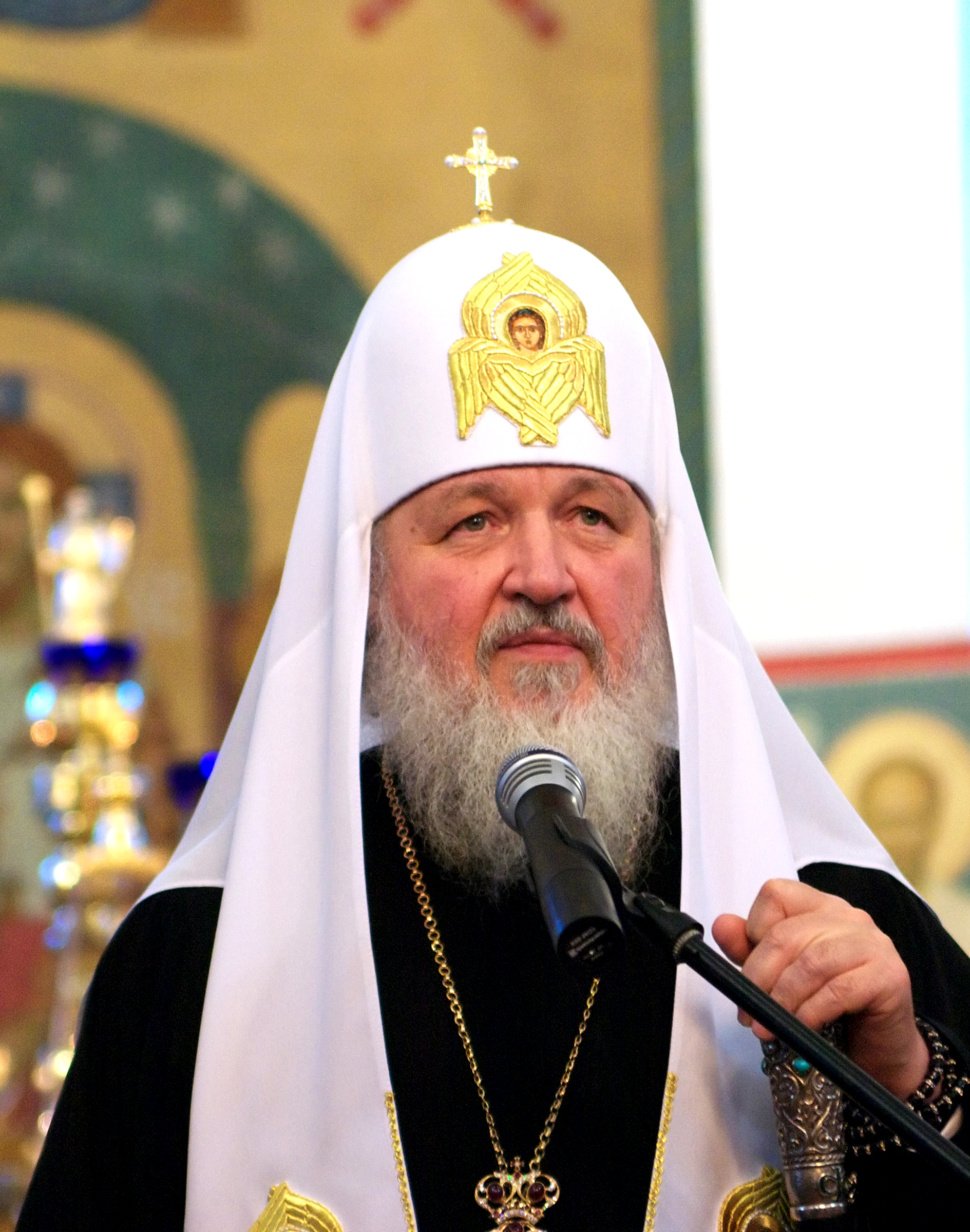
Patriarch Kyrill I.

Das Patriarchat von Moskau und der ganzen Rus ist ein orthodoxes Patriarchat mit Sitz in Moskau. Es hat die oberste Jurisdiktionsvollmacht über die Russisch-Orthodoxe Kirche. Oberhaupt ist seit 2009 Patriarch Kyrill I.

## Territorium
Das kirchliche Jurisdiktionsgebiet erstreckt sich über das Territorium der Russischen Föderation. Zum Patriarchat von Moskau gehören ebenfalls „autonome“ orthodoxe Kirchen in Kasachstan, Moldawien, Belarus und Japan sowie zahlreiche Eparchien in Europa, den USA und Argentinien. Die traditionelle Ergänzung „der ganzen Rus“ bezieht sich auf das historische Gebiet der Rus und alle ostslawischen Gebiete.
Für Moskau gilt die Orthodoxe Kirche der Ukraine, die 2019 vom Patriarchen von Konstantinopel, Bartholomäus I., der auch die Russisch-Orthodoxe Kirche untersteht, die kirchliche Eigenständigkeit (Autokephalie) verliehen bekam, als integraler Bestandteil des unteilbaren Moskauer Patriarchats. Die Ablösung war bereits im Jahr 1991 nach der Auflösung der Sowjetunion ein Thema gewesen. Im Mai 2022 erklärte auch die Ukrainische Orthodoxe Kirche des Moskauer Patriarchats ihre „völlige Selbstständigkeit und Unabhängigkeit“ von Moskau.

## Geschichte
Die Russisch-orthodoxe Kirche unterstand seit ihrer Entstehung 988 dem Patriarchat von Konstantinopel, besaß aber bereits seit 1448 faktisch Autokephalie. Ihr Metropolitansitz wurde 1299 von Kiew nach Wladimir und 1326 nach Moskau verlegt. 1589 erklärte der Moskauer Synod die Errichtung des Patriarchats. Eine Synode in Konstantinopel vollzog 1590 die kirchenrechtliche Anerkennung. 1721 wurde es von Peter dem Großen im Rahmen seiner Kirchenreform aufgehoben. Die russische Kirche wurde danach vom Heiligen Synod unter staatlicher Aufsicht geleitet. Nach der Oktoberrevolution 1917 wurde das Patriarchat wiedergegründet.

## Eparchien

### Russland
Folgende Eparchien befinden sich auf dem Gebiet der russischen Föderation:

Eparchien der Russisch-Orthodoxen Kirche in Russland

Abakan und Kyzyl, Alatyr und Poezkoje, Aleksandria und Svetovodsk, Anadyr, Archangelsk und Cholmogory, Ardatow, Arsenjew und Dalnegorsk, Almetjevsk und Bugulma, Amursk und Čegdomin, Astrachan und Jenotajevka, Ahtubinsk und Jenotjevka, Balaschow und Rtiševsk, Barnaul und Altai, Barys und Insa, Belgorod und Stary Oskol, Beljow und Alexin, (Berdjansk) und Primorsk, Beschezk und Wessjegonsk, Birobidschan und Kuljdursk, ((Bijsk + Belokuriha)), Blagoweschtschensk und Tynda, ((Borisoglebsk + Buturlinovka)), Bratsk und Ust-Ilimsk, Brjansk und Sewsk, Tscheboksary und Cuvas, Tscheljabinsk und Slatoust, Cita und Sabajkalje, ((Čistopol + Nižnekamsk)), Chabarowsk und Priamurje, Chanty-Mansijsk und Surgut, Elista und Kalmückien, Georgijevsk und Praovejesk, Gubin und Graiworon, Irkutsk und Angara, Ischewsk und Udmurtien, Iskitim und Tšerepanovo, Iwanowo, Wosnessensk und Kineschma, Jakutsk und Lensk, Jaranz und Luza, Jaroslawl und Rostow, Jekaterinburg und Werchoturje, Kalacinsk und Muromtsevo, Katlas und Velosk, Jekatarinodar und Kuban, Jenisseisk und Norilsk, Joschkar-Ola und Mari El, Juschno-Sachalinsk und Kurilen, Diözese Kaliningrad und Baltijsk, Kaluga und Borovsk, Karasuk und Ordynskoje, Kasan und Tatarstan, Kassimow und Sasow, Kainsk und Barabinsk, Kemerowo und Nowokusnezk, Kinesma und Palech, Kirow, Kostroma und Galitsch, Kotlas und Velsk, Krasnodar, Krasnojarsk und Jenisejsk, Krasnoslobodsk und Ardatow, Krutizy und Kolomna, Kurgan und Schadrinsk, Kursk und Rylsk, Kuznetzk und Nikolsk, Lipezk und Jelezk, Ljudinowo und Kaluga, ((Lida + Smarhon)), Magadan und Sinegorsk, Magnitogorsk und Verchnij, Mahatschkala und Grozny, Maikop und Adygeja, Melekess und Cerdakly, Morinsk und Surga, Moskau, Murmansk und Montschegorsk, Narjan-Mar und Mesen, Neftekamsk und Belebei, Nischni Nowgorod und Arzamas, Weliki Nowgorod und Staraja Russa, Noworosijk und Gelendzik, Nowosibirsk und Berdsk, Omsk und Tara und Tjukalinsk, Orenburg, Orjol und Livny, Orenburg und Busuluk, Orsk und Gajsk, Pensa und Kuznezk, Perm und Solikamsk, Petropawlowsk-Kamtschatski, Petrosawodsk und Karelien, Pokrowsk und Nikolajew, Pskow und Welikije Luki, Rjasan und Kassimow, Rostow am Don und Nowotscherkassk, ((Šadrinsk + Dalmatovo)), Salechard und Nowy Urengoi, (Salechard) und (Nowy), Samara und Sysran, Sankt Petersburg und Ladoga, Saransk und Mordwinien, Saratow und Wolsk, ((Severobaikalsk + Sosnovo-Oserskoje)), Simbirsk und Melekess, Skopin und Šatsk,((Slavgorod + Kamenski)), Smolensk und Wjasma, Stawropol und Wladikawkas, (Suja) und (Tejkovo), Syktywkar und Vorkuta, Tambow und Micurinsk, Tobolsk und Tjumen, Tomsk und Asino, Tscheboksary, Tscheljabinsk, Tschita, Tula und Beljow, Twer und Kasin, Ufa und Sterlitamak, Uljanowsk, Urengoi, Urzum und Omutninsk, Ust-Kamenogorsk und Semipalatinsk, Uvarovo und Kirsanov, Wjatka und Slobodskoi, Voznesensk und Pervomajsk, Wladimir und Suzdal, Wladiwostok und Primorje, Wolgograd und Kamyschin, Wologda und Weliki Ustjug,((Vjazma + Gagarin)), Woronesch und Borisoglebsk sowie Zeleznogorsk und Lojovski.

### Außerhalb Russlands
Außerhalb Russlands bestehen in 21 Ländern folgende Eparchien:

Nachfolgestaaten der UdSSR
- Aserbaidschan: Baku
- Estland: Tallinn, Narva
- Russisch-Orthodoxe Kirche in Kasachstan: Astana und Almaty, Oral und Aqtöbe, Schymkent und Taras, Qaraghandy und Schachtinsk, Qostanai und Rudny, Pawlodar und Ekibastus, Öskemen, Petropawl und Bulajew, Kökschetau
- Lettland: Riga, Jelgava, Daugavpils, vicar Riga
- Litauen: Vilnius
- Tadschikistan, Usbekistan, Kirgistan, Turkmenistan: Taschkent und Usbekistan, Bischkek und Kirgistan, Duschanbe und Tadschikistan, Aschgabat und Turkmenistan

Übriges Europa
- Archevêché des églises orthodoxes de tradition russe en Europe occidentale (Erzbistum der orthodoxen Gemeinden russischer Tradition in Westeuropa): Archevêché (Paris, Rue Daru)
- Belgien und Exarchat Luxemburg: Brüssel
- Deutschland: Berliner Diözese der Russischen Orthodoxen Kirche
- Frankreich, Schweiz, Spanien, Portugal: Diözese von Chersones (Korsun) in Paris
- Großbritannien: Suroz, Kerc, London, Oxford
- Italien[2]
- Niederlande: Den Haag
- Österreich: Eparchie für Wien und Österreich
- Ungarn: Budapest
- Schweiz: Genf

Außerhalb Europas
- Argentinien: Buenos Aires
- USA: Ost-Amerika und New York, Mayfield Vikar von Ost-Amerika, Manhattan, Vikar von Ostamerika, Chicago und Mittelamerika, Cleveland, San Francisco, Seattle Vikar San Francisco, Montreal und Kanada

### In autonomen Kirchen
- Chinesische Orthodoxe Kirche
- Orthodoxe Kirche in Japan
- Moldauisch-Orthodoxe Kirche: Chișinău, Ungheni, Tiraspol, Cahul, Endinet, Balti, Soroca, vicar Chișinău
- Belarussisch-Orthodoxe Kirche: Minsk und Slutsk, Borisov, Vikar Minsk, Brest und Kobrin, gomel und Zlobin, Novogrudok und Lida, Mogilev und Mstislavl, Bobrusjsk und byhov, Links und Luninets, Vitebsk und Orsa, Somogonsk, Vikar Novogrudoc, Turov und Mozyr, Polotsk und Glubokoje, Grodno und Volkovyssk

#### Umstrittener Status
Die Ukrainisch-Orthodoxe Kirche hat am 27. Mai 2022 ihre „völlige Selbstständigkeit und Unabhängigkeit“ von Moskau erklärt.
- Ukrainisch-Orthodoxe Kirche: Kiew und die ganze Ukraine (Bilhorod, Borispol, Borodjanka, Browary, Fastiw, Horodnyj, Irin, Jahotin, Makariw, Obuhiw, Pocejey, Perejaslaw-Chmelnyzkyj, Putywl, Wasikiw, Wyschhorod), Alexandria und Swetlowodsk, Balta und Ananjey, Bordjansk und Primorje, Byld Zerkwa und Bohuslaw, Charkiw und Bohodutschiw, Cherson und Tawitschesk, Chmelnyzkyj und Starokonstantiniw,  Dniprodscherschinsk und Odessa, Dnipropetrowsk und Tscharykansk, Dnipropetrowsk und Pawlohrad (Nowomoskwa), Donezk und Mariupol, (Swjatohorsk, Makijiw, Nowoasowsk), Dschankoj und Rischdolninsk, Feodossy und Kern, Horlowa und Slawjansk, Iwano-Frankiwsk und Kolomyja, Isum und Kupjan, Just und Winohradiw, Kamenez-Podolskyj und Horodok, Kirowohrad und Nowomirhorod, Konoztop und Gluchov, Krementschuk und Lubny, Kryvyj Rih und Nikopol, Luhansk und Altschewsk, Lwiw und Halytsch, Mohiljiw und Podolsk, Mukatschewo und Uschhorod, Nein und Priluki, Nikolajiw und Otschakiw, Nowaja Kachiwka und Heniza, Odessa und Ismail (Ovidiopol, Juane), Owrutsch und Korosten, Poltawa und Mirhorod, Romny und Burynsk, Riwen und Swerdlowsk, Riwne und Ostrich (Dubno), Sarny und Polessje, Schytomyr und Nowohrad, Sepetiwka und Slawutsch, Sjewjerodonezk und Starobilsk, Simferopol und Krim, Sumy und Ahtyrka, Ternopil und Kremenez, Tulcjcin und Brazlaw, Tscherkassy und Kanin (Solotonoscha), Tschernihiw und Nowhorod-Sewerskyj, Tschernowzy und Bukowina,  (Chotyn, Bantschenyj), Uman und Swenyhorod, Wolodymyr-Wolynskyj und Kowel, Wosnessensk und Perwomajsk, Wolyn und Luzk, Wynnyza und Bar, Zaporizzja und Melitopol.

### Titulare Eparchien
Außerdem existieren folgende Eparchien als Titularbistümer, denen keine eigene Diözese zugeordnet ist:
Alatyr, Balachna, Baltijsk, Balašiha, (Banceni), (Borodjanka), Bronnits Sadonsk, Bikin, Bronnizy, Daugavpils, Dmitrow, (Fastiv), Gacina, (Irpin), Istra, Jegerevsk, Jejsk, Jelgava, Kaschira, Klin, Krasnogorsk, Kolyvan, (Lodejnoje Pole), Luberstsi, Ljudinovo, (Makarjev), Moschaisk, (Murom), (Nikolajewsk), Novi Sanšari, Odinzowo, Orechowo-Sujewo, (Ovidiopol), Peterhof, Podolsk, Ramenskoje, Satura, Semiluki, Sergijew Possad, Serpuchow, Solnetschnogorsk, Tarusa, Troitsk, Wereja, Widnoje, Wolokolamsk, Zaraisk, Swenigorod, Tichwin, Ussur, Kertsch (Krim), Korsum (Krim), Surosh (London) Žiguljovs.

## Patriarchen
Seit 1917
- Platon (April–November 1917)
- Tichon (1917–1925)
- Peter von Krutizy, Koadjutor (1925–1936)
- Sergius von Nischni Nowgorod, als Koadjutor (1936–1943), als Patriarch Sergius I. (1943–1944)
- Alexius I., als Koadjutor (1944–1945), als Patriarch (1945–1970)
- Pimen I., als Koadjutor (1970–1971), als Patriarch (1971–1990)
- Filaret von Kiew, als Koadjutor (Mai–Juni 1990)
- Alexius II. (1990–2008)
- Kyrill I., als Koadjutor (2008–2009), als Patriarch (seit 2009)

## Klöster
Russland (Auswahl)
- Belogorski-Kloster
- Kloster Ferapontow
- Kloster Neu-Jerusalem, Istra
- Iwerski-Kloster
- Kloster zu Mariä Tempelgang von Tolga, Jaroslawl
- Kirillo-Beloserski-Kloster
- Optina-Kloster, Koselsk
- Ipatios-Kloster, Kostroma
- Danilow-Kloster, Moskau
- Johannes-der-Täufer-Kloster, Moskau
- Neujungfrauen-Kloster, Moskau
- St.-Georgs-Kloster (Nowgorod)
- Alexander-Newski-Kloster, Sankt Petersburg
- Kloster Petschenga
- Sarower Kloster
- Nilow-Kloster am Seeligersee
- Dreifaltigkeitskloster von Sergijew Possad
- Wyssozki-Kloster bei Serpuchow
- Solowezki-Kloster
- Erlöser-Euthymios-Kloster, Susdal,
- Kloster Walaam

 Deutschland
- Kloster des heiligen Hiob von Potschajew, Russische Orthodoxe Auslandskirche

Griechenland
- Rossikon auf dem Athos

## Kirchen
Hauptartikel Kirchengebäude der Russisch-Orthodoxen Kirche